# Centrum voor Informatie over de Media
Het Centrum voor Informatie over de Media of CIM, is een Belgische instelling die gegevens verzamelt en levert voor de reclamemarkt.  
Het CIM ontstond in 1971 en is een onafhankelijke vereniging zonder winstoogmerk. De leden van het CIM zijn actoren binnen de Belgische communicatiesector en groepeert drie belangrijke spelers. De adverteerders, de reclame-agentschappen & mediacentrales en de reclameregieën & media. 
De taak van het CIM richt zich voornamelijk tot twee werkgebieden.   
Enerzijds de gegevens met betrekking tot echtverklaring van onder andere de oplage en verkoopcijfers van de geschreven pers (kloppen de gegevens en cijfers wel?) en anderzijds gegevens met betrekking tot het bereik van de belangrijkste mediadragers zoals affichage, bioscoop, pers, radio, internet en tot slot televisie. 
Het CIM wordt door alle spelers binnen de reclamewereld vertrouwd en gerespecteerd. Elk jaar wordt met spanning uitgekeken naar de bekendmaking van de nieuwe CIM-cijfers. Er staat ,vooral voor de media maar ook voor adverteerders, dan ook veel op het spel. Elke wijziging in bereik kan immers een directe invloed hebben op de advertentietarieven die een mediaspeler kan hanteren en/of kan er toe leiden dat adverteerders hun publiciteitsbudgetten herschikken. Stel dat uit de nieuwe cijfers blijkt dat een bepaald magazine niet langer wordt gelezen door jongeren, dan zal een merk dat zich met zijn producten op deze doelgroep richt wellicht besluiten niet meer te adverteren in dit magazine.
Bij het grote publiek is het CIM vooral bekend vanwege de zogenaamde kijkcijfers en luistercijfers.
De Nederlandse evenknie van het CIM is Nationaal Media Onderzoek als het om kijkcijfers gaat en de Stichting Internet Reclame als het om internet gaat.